# North Mountain Trail
 (novembre 2019).
Le North Mountain Trail est un sentier de randonnée américain à Phoenix, dans le comté de Maricopa, en Arizona. Il est classé National Recreation Trail depuis 1974.